# Хенри Хевлок
Хенри Хевлок (енгл. Sir Henry Havelock, 5. април 1795-24. новембар 1857), британски генерал.

## Биографија
Учествовао је у колонијалним ратовима велике Британије у Индији, против Авганистана и Ирана. Сурово је гушио индијски устанак 1857 године, али је током похода умро од дизентерије.
Писао је о свом ратовањуː Ратовање у Ави (енгл. Campaigns in Ava) и Успомене из похода на Авганистан (енгл. Memoirs of the Afghan Campaign, Лондон, 1890).